# Wren Library

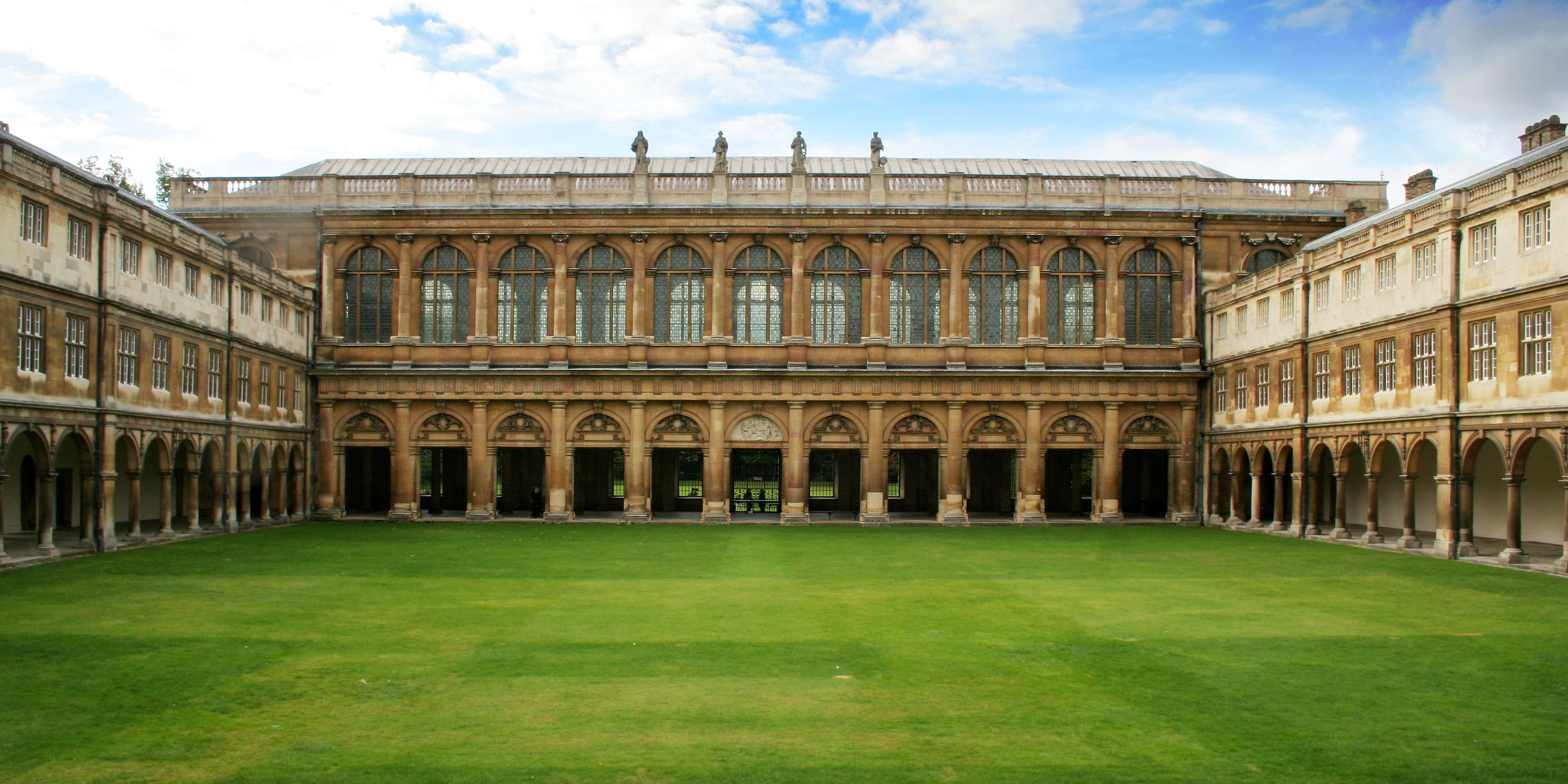
Wren Library sett från Nevile's Court

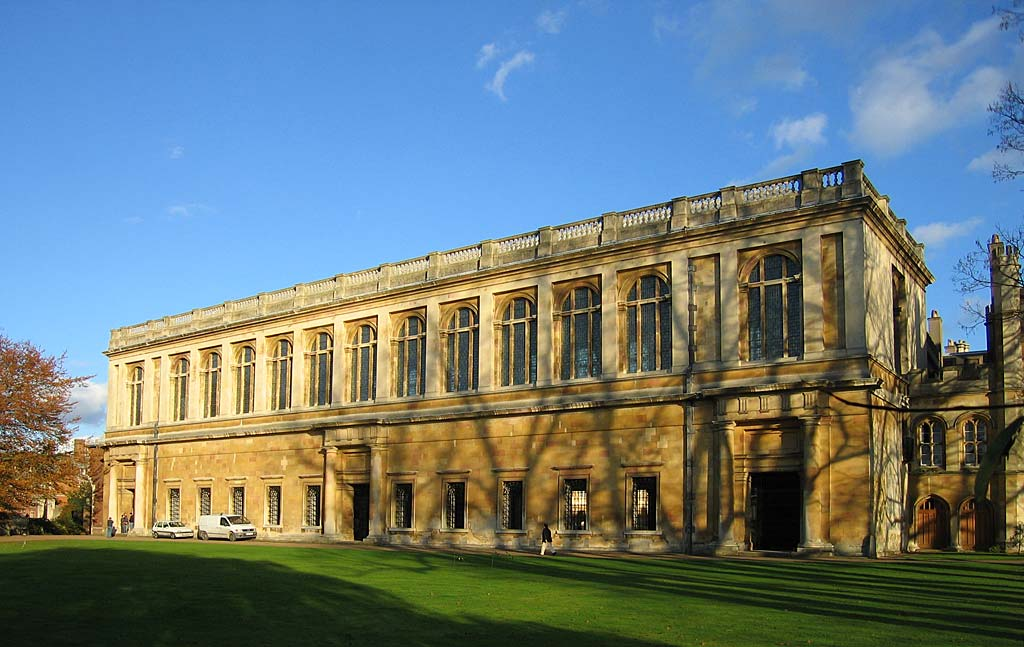
Bibliotekets bakre fasad sedd från floden Cam

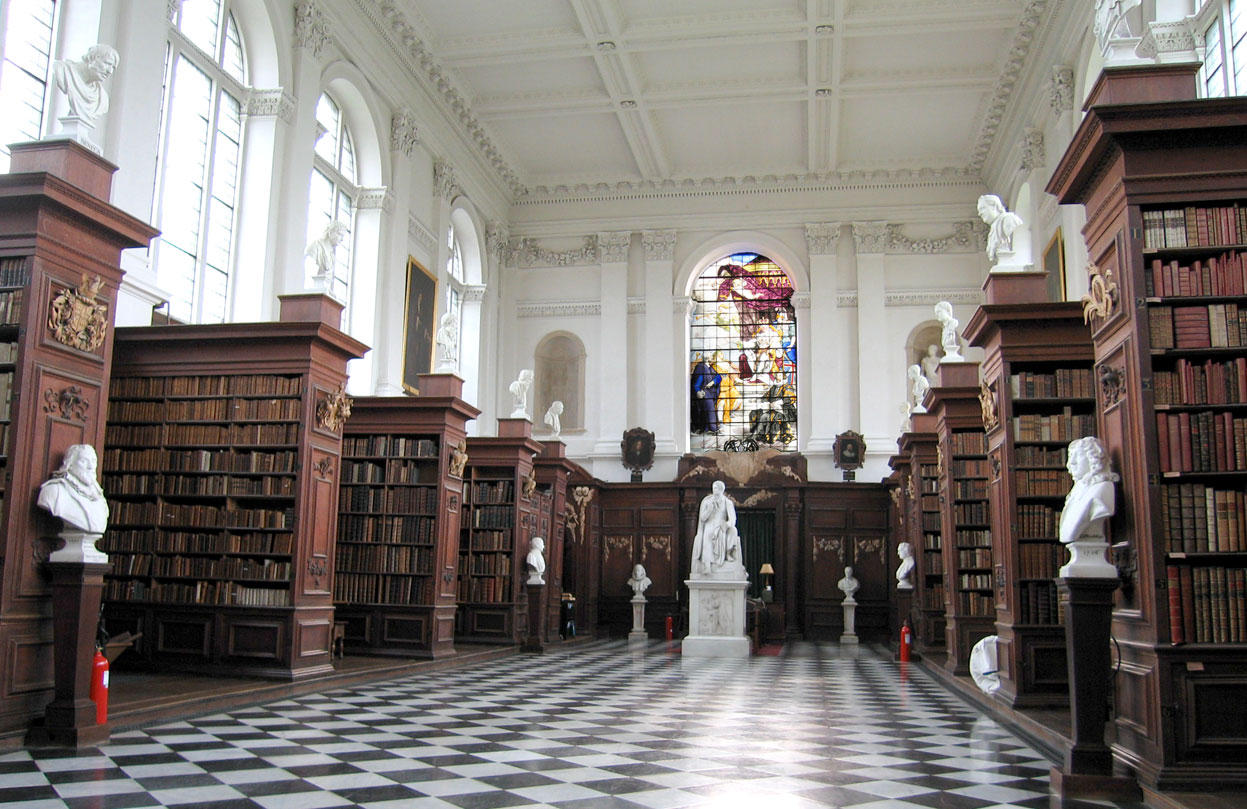
Bibliotekets interiör med sniderier av Grinling Gibbons.

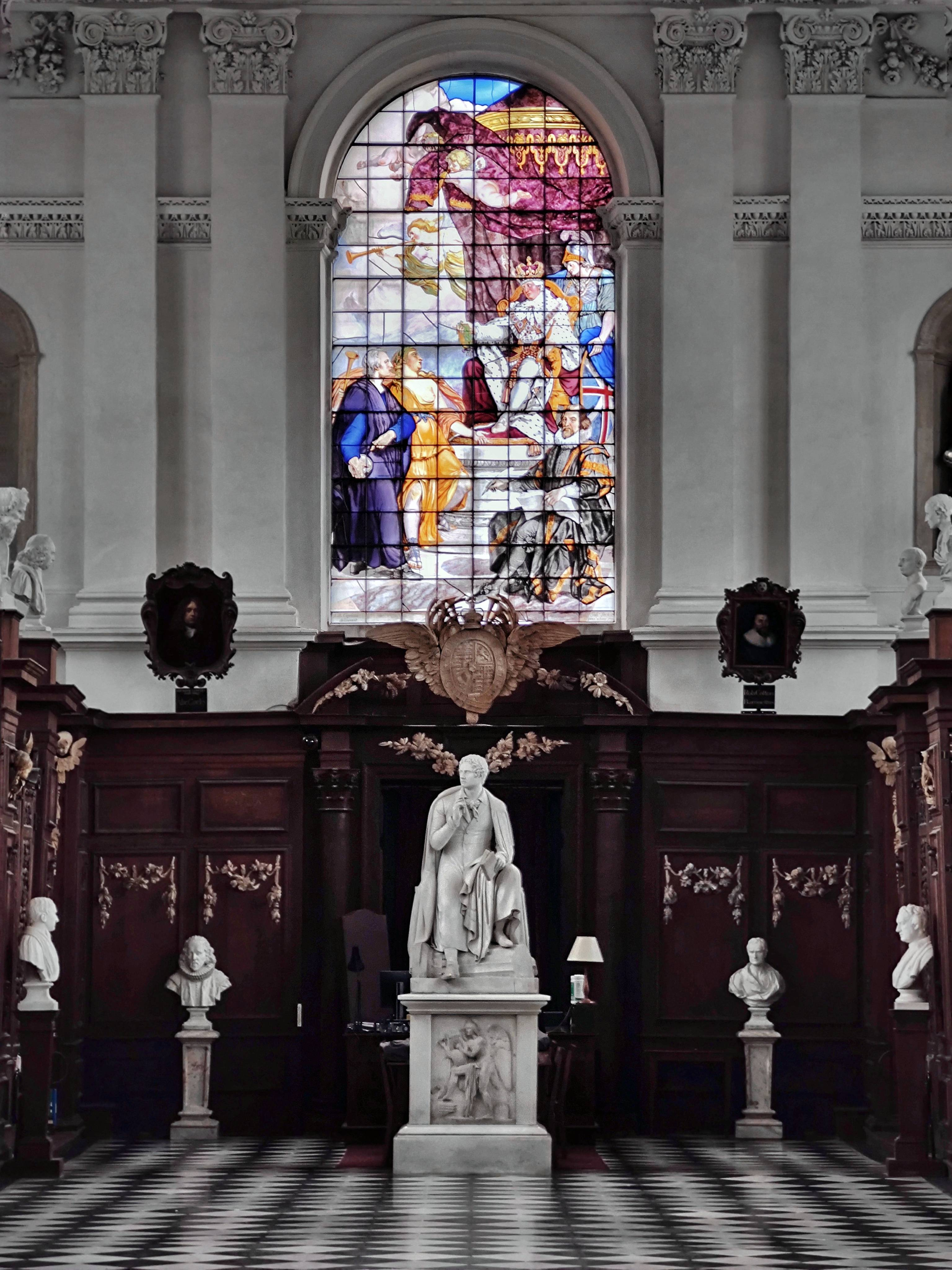
Glasmålning och Lord Byron-statyn i Wren Librarys södra ände

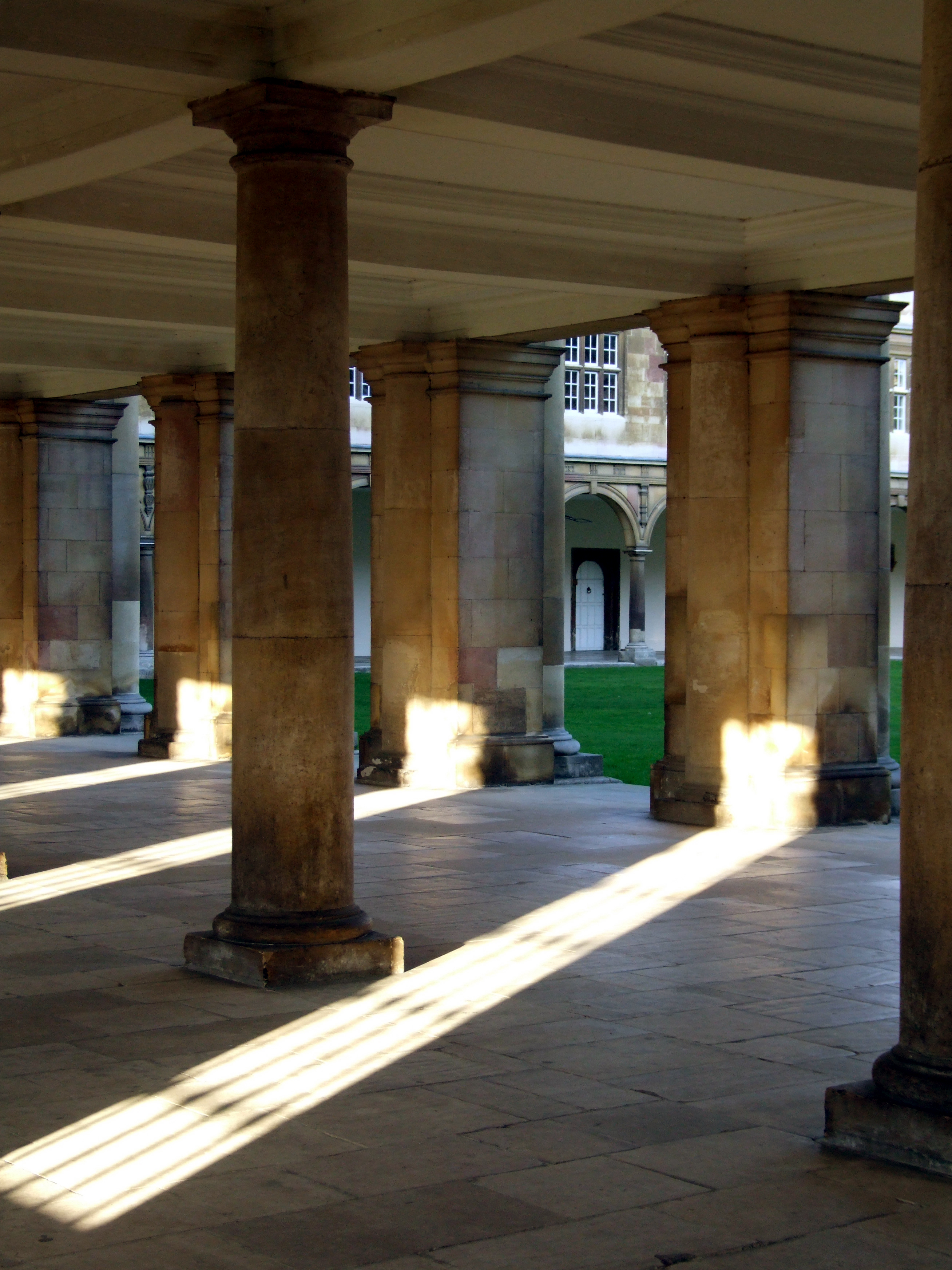
Korsgången under Wren Librarys huvudrum

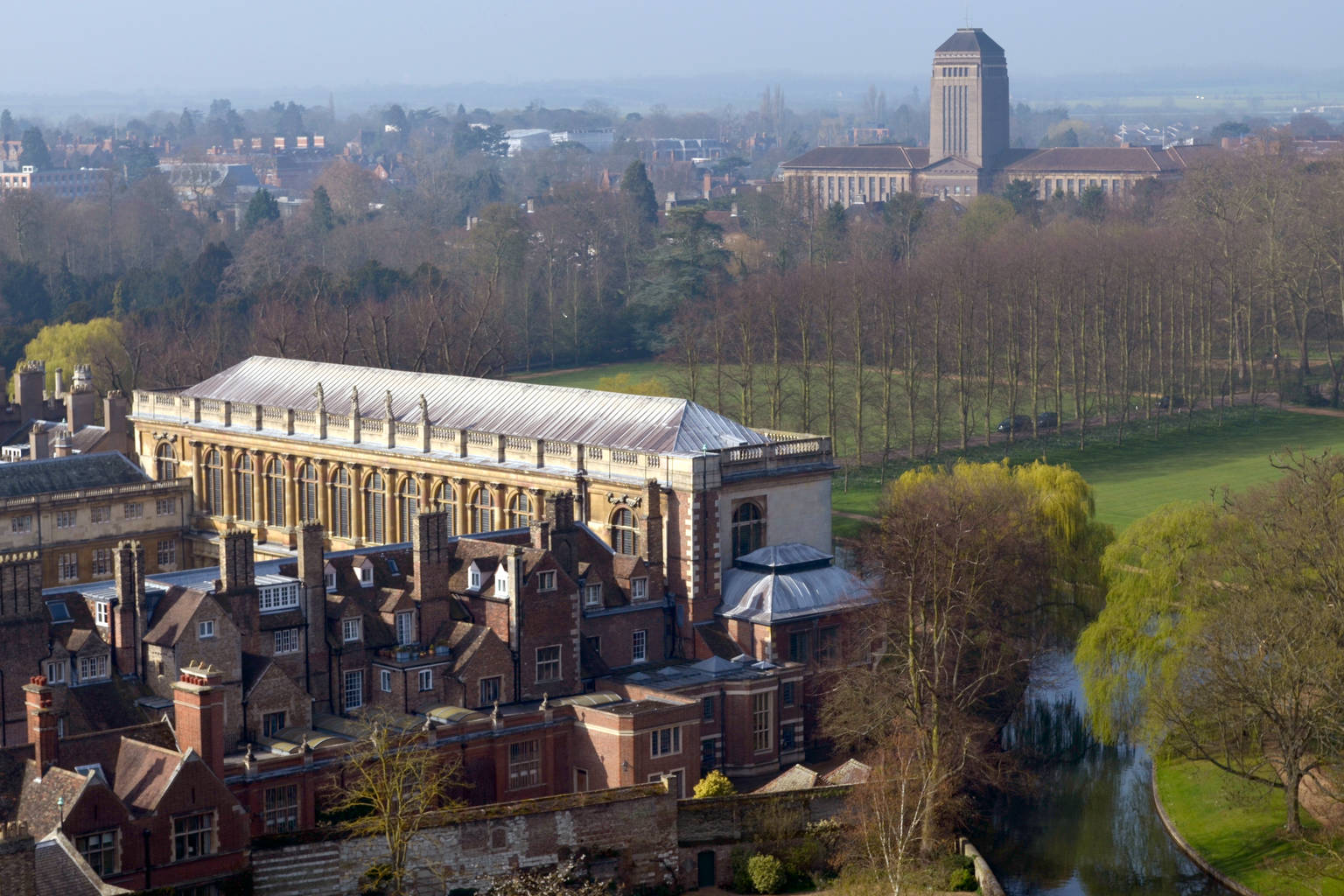
Wren Library (i förgrunden) och University Library (i bakgrunden) sedda från kapelltornet på St John's College

Wren Library är biblioteket vid Trinity College i Cambridge. Det ritades av Christopher Wren 1676 och stod klart 1695.

## Beskrivning
Biblioteket består av ett enda stort rum byggt över en öppen kolonnad på bottenvåningen i Nevile's Court. Golvet i det egentliga biblioteket i den övre våningen ligger flera fot under den yttre skiljelinjen mellan de två våningarna, vilket förenar kraven på användning med harmonin i arkitektoniska proportioner. Det krediteras som ett av de första biblioteken som byggdes med stora fönster för att ge behagliga ljusnivåer för att hjälpa läsarna.
Bokhyllorna är ordnade i rader vinkelrätt mot väggarna under mellanrummen mellan fönstren. I slutet av varje hylla finns ett fint lindträsnideri av Grinling Gibbons, och ovanför dessa finns gipsgjutna byster av framstående författare genom tiderna. Andra marmorbyster som står på socklar avbildar anmärkningsvärda medlemmar av Trinity College och är mestadels gjorda av Louis-François Roubiliac. Ett senare tillägg är en staty i full storlek av Lord Byron förfärdigad av Bertel Thorvaldsen, som ursprungligen erbjöds Westminster Abbey för att ingå i Poets' Corner, men som avvisades på grund av poetens rykte om sig att vara omoralisk.
Giovanni Battista Cipriani fick i uppdrag att designa glasmålningen i den södra änden, och William Peckitt färdigställde den 1775. Fönstret på 5,03 m × 2,44 m visar Fama eller skolans musa i gula kläder som presenterar Isaac Newton för kung George III, sittande med en allegori över Britannia, medan Francis Bacon dokumenterar förhandlingarna, och två keruber och en barbröstad kvinna med en trumpet förebådar tillfället. Fönstret ansågs vara en distraktion för de lärda, och tjocka gardiner täckte fönstret på 1800-tale.
På den östra balustraden på bibliotekets tak finns fyra statyer av Gabriel Cibber som representerar gudomlighet, juridik, fysik (medicin) och matematik.
Som en del av komplexet av byggnader som omger Nevile's Court, Great Court och New Court, är biblioteket en kulturminnesmärkt byggnad.
Det andra biblioteket som Wren har ritat är Lincoln Cathedral Library.

## Kända böcker
Biblioteket innehåller många anmärkningsvärda sällsynta böcker och manuskript, många testamenterade av tidigare medlemmar av colleget.
I samlingen ingår bland annat:
- Isaac Newtons exemplar av Philosophiae Naturalis Principia Mathematica i förstaupplagan med handskrivna anteckningar till den andra upplagan.[5]
- Isaac Newtons (1659-61) anteckningsbok.[6]
- En avskrift av Paulus brev från 700-talet.[7]
- Omkring 1250 medeltida handskrifter, inklusive den stora 1100-talsskriften Eadwine Psalter från Christ Church, Canterbury, den anglo-normandiska Trinity Apocalypse från 1200-talet och Trinity Carol Roll från 1400-talet.[8][9]
- A. A. Milnes manuskript till Nalle Puh och Nalle Puhs hörna.[10]
- Edward Capells samling av tidiga Shakespeare-utgåvor.
- En samling autografdikter av John Milton.[11]
- En handskrift från 1300-talet av The Vision of Piers Plowman.[12]
- Flera verk tryckta av William Caxton, inklusive den första boken som trycktes på engelska och den första daterade tryckta boken som producerades i England.
- Flera anteckningsböcker skrivna av Ludwig Wittgenstein.
- Handskrivna anteckningar av Robert Oppenheimer som beskriver atombombstestet "Trinity" i New Mexico, USA.
- Ramanujans "borttappade anteckningsbok"
- 1620 års utgåva av William Morgans översättning av Bibeln till walesiska.

## Digitaliseringsprogram
I början av 2014 inledde biblioteket ett omfattande digitaliseringsarbete. Hittills har över 1100 av de 1250 medeltida handskrifter som ägs av skolan digitaliserats och är fritt tillgängliga att läsa online. En länk till listan över digitaliserade handskrifter finns i de externa länkarna nedan.

## Besök
Biblioteket är öppet för allmänheten, men öppettiderna är begränsade. Det är gratis att besöka Wren Library.

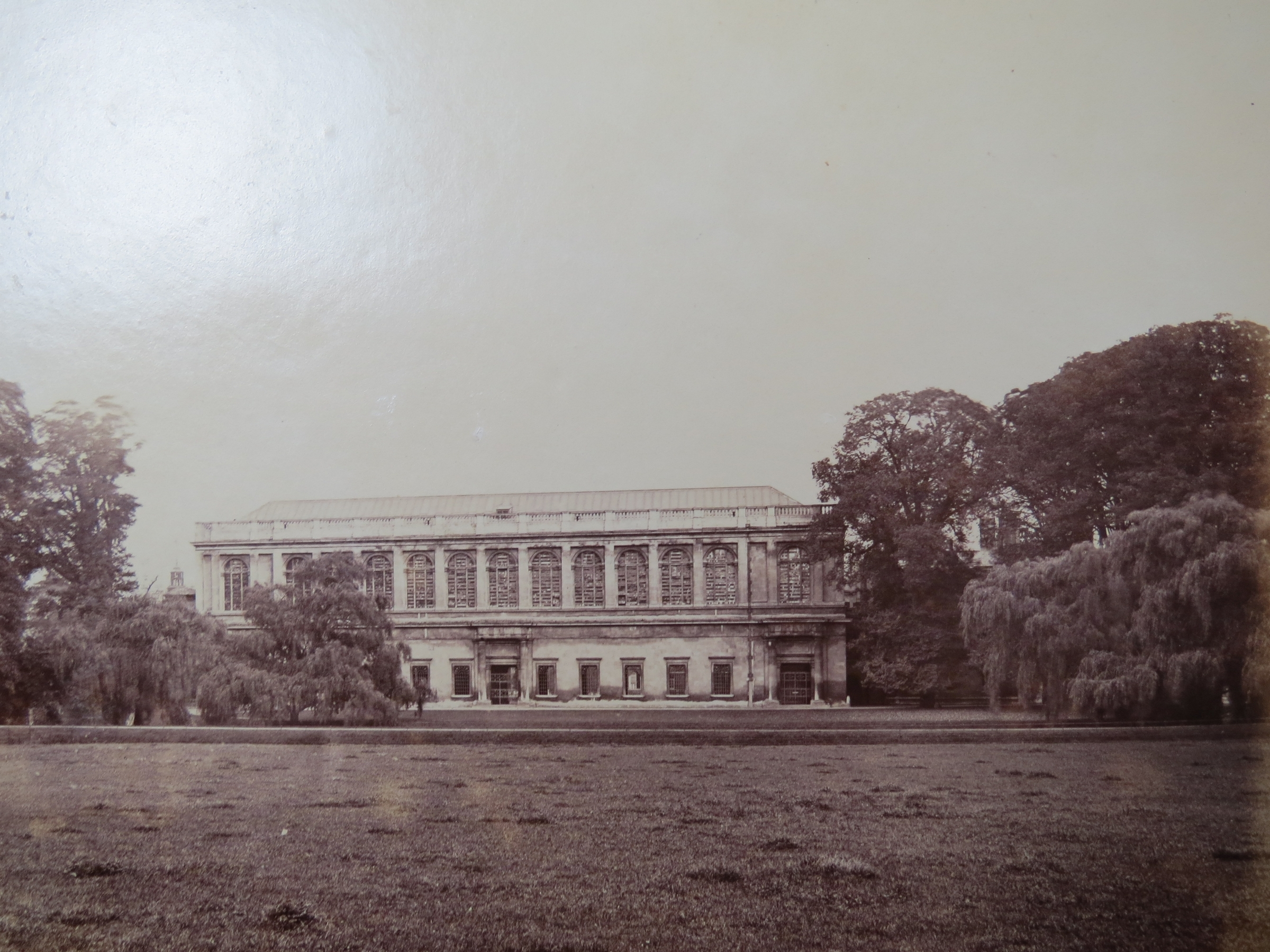
Historiskt fotografi av utsidan, ca 1870
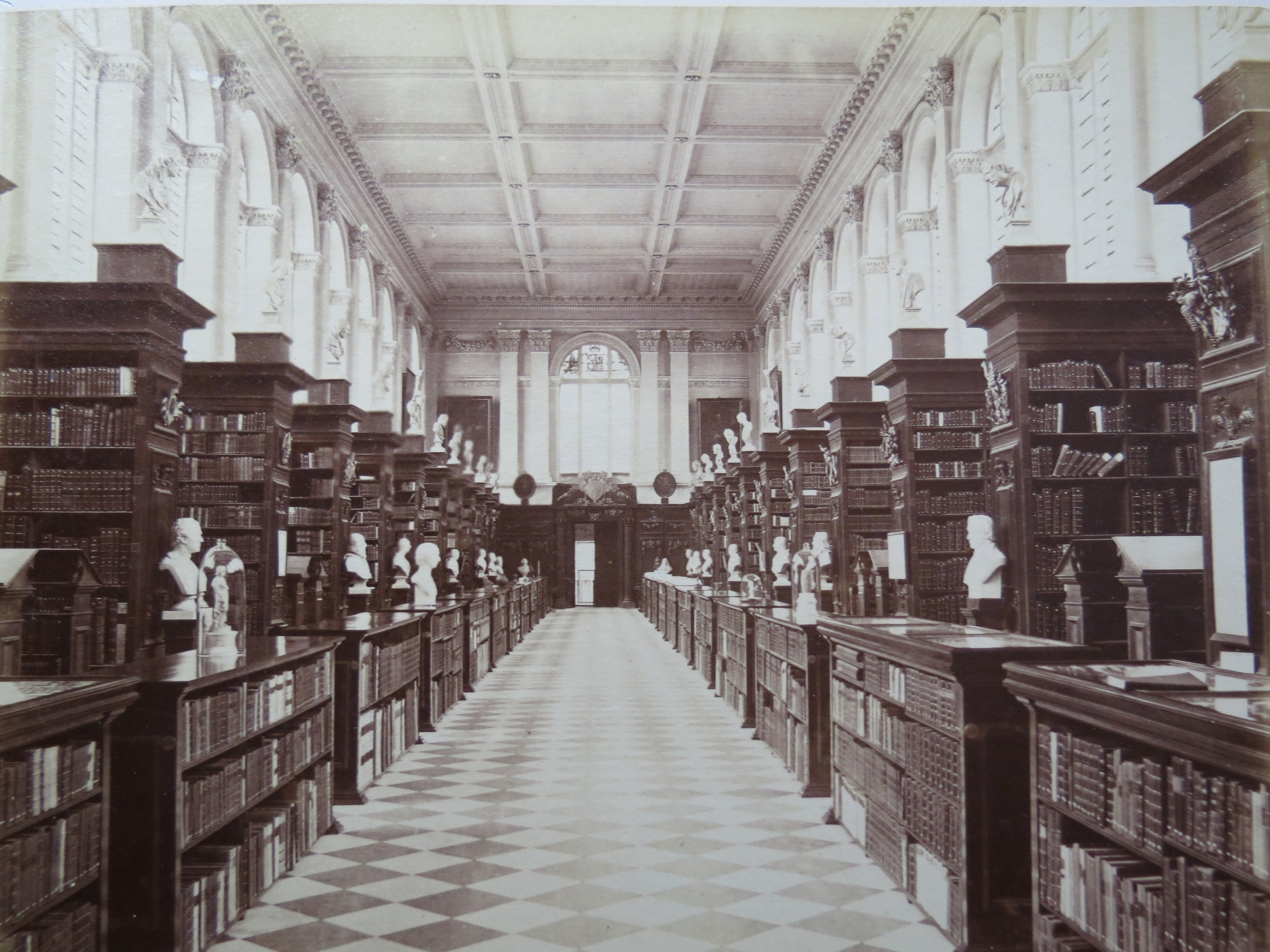
Historiskt fotografi av insidan, ca 1870